# Le Meix-Tiercelin
Le Meix-Tiercelin is een gemeente in het Franse departement Marne (regio Grand Est) en telt 196 inwoners (2004). De plaats maakt deel uit van het arrondissement Vitry-le-François.

## Geografie
De oppervlakte van Le Meix-Tiercelin bedraagt 18,8 km², de bevolkingsdichtheid is 10,4 inwoners per km².
De onderstaande kaart toont de ligging van Le Meix-Tiercelin met de belangrijkste infrastructuur en aangrenzende gemeenten.

## Demografie
Onderstaande figuur toont het verloop van het inwonertal (bron: INSEE-tellingen).